# Briquetia
Briquetia es un género con ocho especies de fanerógamas perteneciente a la familia Malvaceae. Es originario de América.

## Descripción
Son hierbas o arbustos anuales, que alcanzan hasta 1,5 m de alto; los tallos son sencillos o ramosos en la inflorescencia y con tricomas estrellados. Las hojas anchamente ovadas, acuminadas en el ápice, cordadas en la base, las inferiores largamente pecioladas, las subyacentes a la inflorescencia sésiles y abrazadoras. La inflorescencia se produce en forma de un racimo alargado y afilo, con flores subsésiles, con pétalos de 4-5 mm de largo, amarillos. Los frutos de 7-9 mm de diámetro, estrigosos, carpidios 5–7, con 1 semilla abajo y 2 semillas arriba.

## Distribución y hábitat
Es un género poco común, se encuentra en sitios alterados y bosques caducifolios, a una altitud de 0–1000 m s. n. m., desde México a Brasil y Bolivia, también en Cuba.

## Taxonomía
El género fue descrito por Bénédict Pierre Georges Hochreutiner y publicado en Annuaire du Conservatoire et Jardin Botaniques de Genève 6: 11-12, en el año 1902. La especie tipo es Briquetia ancylocarpa Hochr.

## Especies
- Briquetia ancylocarpa Hochr.
- Briquetia bihamata Hochr.
- Briquetia brasiliensis Fryxell
- Briquetia denudata Chodat
- Briquetia denudata Chodat & Hassl.
- Briquetia inermis Fryxell
- Briquetia sonorae Fryxell
- Briquetia spicata (Kunth) Fryxell